# Cosio Valtellino
Cosio Valtellino ist eine Gemeinde mit 5541 Einwohnern (Stand 31. Dezember 2023) in der italienischen Provinz Sondrio in der Lombardei.

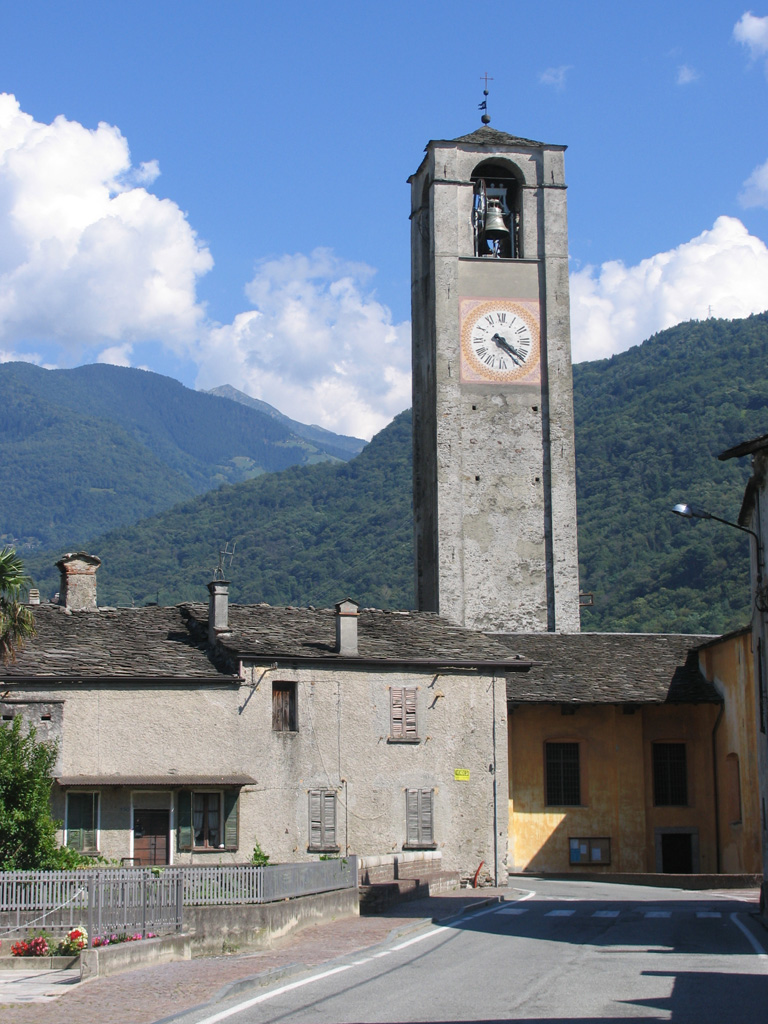
Cosio Valtellino, Pfarrkirche Sant’Ambrogio

## Geographie
Cosio Valtellino liegt 29 km östlich von Sondrio. Die Nachbargemeinden sind Bema, Cercino, Mantello, Morbegno, Rasura, Rogolo und Traona.

## Sehenswürdigkeiten

### Abtei San Pietro in Vallate
Die alte Abteikirche der cluniazensischen Priorei von San Pietro in Vallate ist alles, was von dem alten Komplex übrig geblieben ist, der hier 1078 gegründet wurde. Äußerlich war die Apsis mit dem Altar reich verziert, wie man heute sehen kann, mit halbrunden Blindbögen unter dem Dach und Terrakotta-Dekorationen.

### Pfarrkirche San Martino
Der erste Stein der Pfarrkirche San Martino wurde 1158 von der lokalen Gemeinschaft gelegt und dann mit einem lateinischen Kreuzplan gebaut, mit nur einem Kirchenschiff. Im Innenraum sind noch einige Fresken aus dem 16. Jahrhundert erhalten, die von guter Verarbeitung sind, wie San Sebastiano und San Martino a cavallo.

### Kirche Santa Maria delle Ruscaine
Die Kirche Santa Maria delle Ruscaine befindet sich in der Fraktion Regoledo und beherbergt eine bemalte Madonna mit Kind aus Holz, vielleicht von Pietro Bussolo (15. Jahrhundert).